# Puerto-Ricospecht
De Puerto-Ricospecht (Melanerpes portoricensis) is een vogel uit de familie Picidae.

## Verspreiding en leefgebied
Deze soort is endemisch in Puerto Rico.

## Status
De grootte van de populatie is niet gekwantificeerd maar de soort wordt omschreven als tamelijk algemeen. Op de Rode lijst van de IUCN heeft deze soort de status niet bedreigd.